# We Are Anonymous: Inside the Hacker World of LulzSec, Anonymous, and the Global Cyber Insurgency
We Are Anonymous: Inside the Hacker World of LulzSec, Anonymous, and the Global Cyber Insurgency: é uma obra de Parmy Olson que fornece um relato completo de como um grupo vagamente reunido de hackers espalhados pelo mundo formou um novo tipo de insurgência, apreendeu manchetes e torturou os federais - e a traição final que acabaria por derrubá-los. Parmy Olson está por trás das manchetes e entra no mundo do Anonymous e do LulzSec com acesso sem precedentes, citando conversas com os próprios hackers, incluindo entrevistas exclusivas com os seis membros principais do LulzSec.

## Epílogo
No final de 2010, milhares de hacktivistas se uniram a um ataque digital em massa nos sites da VISA, MasterCard e PayPal para protestar contra o tratamento dado ao WikiLeaks. Outros alvos eram variados - os sites de empresas da Sony Entertainment e Fox ao Vaticano e a Igreja de Scientology foram invadidos, desfigurados e envergonhados - e a mensagem era que ninguém estava seguro. Milhares de contas de usuários de sites pornográficos foram divulgadas, expondo funcionários do governo e militares.
Embora alguns ataques tenham sido cometidos por uma grande quantidade de usuários reunidos nos fóruns de mensagens do 4Chan, muitos outros foram idealizados por um pequeno grupo de hackers que formaram um grupo dissidente do Anonymous chamado LulzSec. A lenda do Anonymous e do LulzSec cresceu após cada invasão ambiciosa. Mas como eles estavam penetrando em intrincados sistemas de segurança corporativa? Eles eram anarquistas ou ativistas? Equipes ou lobos solitários? Uma cabala de hackers habilidosos ou um bando de crianças desorganizados?
O livro se trata de um compilado o qual investigou profundamente a conteúdo da Internet para contar a incrível história completa do movimento global de insurgência cibernética e suas implicações para o futuro da segurança de computadores.

## Prefácio
O livro começa contando o ataque ao executivo de segurança digital Aaron Barr, que para fazer a sua empresa de segurança tecnológica se destacar, começou a afirmar ser capaz de identificar os membros do "Anonymous". Sua propaganda foi tanta, que ele tinha uma palestra importante agendada e tinha até mesmo sido contatado pelo FBI. O grupo sem rosto começou a investigar e descobriu que Barr era uma fraude, não tinha ideia do que estava falando e poderia colocar em risco pessoas inocentes.
Esse é um dos exemplos descritos dos ataques virtuais do grupo. A obra dá uma maior atenção a alguns membros, que agiam quase como líderes (apesar de todos afirmarem que não existiam líderes no Anonymous): Topiary, Sabu, Kayla e Tflow.
Para quem já leu a história dos criadores do facebook, vai perceber uma certa semelhança na estrutura da obra. O lado sombrio e obscuro dessas personalidades são bem ressaltados, o que até mesmo acaba passando a impressão de que todo hacker tem um sério desvio de comportamento (coisas como chantagens, assistir vídeos de sexo em excesso e a cenas "bizarras", fascínio com cenas mórbidas, entre outros).
A obra também serve para analisar o impacto do que é chamado de "mentalidade de colméia" que acaba gerando os ataques direcionados. 

## Conteúdo
A distribuição do conteúdo é realizada por partes. Cada parte dispõe de capítulos relacionados ao tema descrito no título da parte. 
1. We Are Anonymous
  1. The Raid
  2. William and the Roots of Anonymous
  3. Everybody Get In Here
  4. Kayla and the Rise of Anonymous
  5. Chanology
  6. Civil War
  7. FIRE FIRE FIRE FIRE
  8. Weapons that Backfired
  9. The Revolutionary
  10. Meeting the Ninja
  11. The Aftermath
2. Fame
  1. Finding a Voice
  2. Conspiracy (Drives Us Together)
  3. Backtrace Strikes
  4. Breaking Away
  5. Talking About a Revolution
  6. Lulz Security
  7. The Resurrection of Topiary and Tupac
  8. Hacker War
  9. More Sony, More Hackers
  10. Stress and Betrayal
  11. The Return of Ryan, the End of Reason
  12. Out with a Bang
  13. The Fate of Lulz
3. Unmasked
  1. The Real Topiary
  2. The Real Sabu
  3. The Real Kayla, the Real Anonymous

## Linha do tempo
O livro dispõe de uma linha do tempo de fatos que usa para contar a narrativa de seus capítulos, como segue:

- 5 de novembro de 1994 - Em um dos primeiros atos conhecidos de hacktivismo e desobediência cibernética, um grupo chamado Zippies lança um ataque DDoS a sites do governo do Reino Unido, derrubando-os por uma semana a partir do dia Guy Fawkes.
- 1999 - O movimento Anti-Segurança é gerado, pois uma postagem no site anti.security.is pede o fim da divulgação completa de vulnerabilidades e explorações conhecidas do site. 
- 29 de setembro de 2003 - Christopher “debate” Poole registra o 4chan.net. (Hoje é 4chan.org.)
- 15 de março de 2006 - Jake Brahm, 20 anos, publica ameaças falsas no 4chan sobre a detonação de bombas nos estádios da NFL; dois anos depois, ele é condenado a seis meses de prisão.
- 12 de julho de 2006 - usuários do Habbo Hotel da 4chan / b / raid, um ponto de encontro virtual para adolescentes. Eles se juntam ao jogo online em massa e o inundam com avatares de um homem negro de terno cinza e um penteado afro, bloqueando a entrada da piscina virtual e formando suásticas. Isso gera o meme "piscina fechada".
- Janeiro de 2007 - O controverso blogueiro e apresentador de rádio Hal Turner tenta e não processa o 4chan depois que os usuários ativam / b / lançam um ataque DDoS em seu site.
- 7 de junho de 2007 - O site de emergência da Partyvan é fundado como um centro de informações sobre ataques e, posteriormente, comunicações através do estabelecimento da rede de IRC da Partyvan.
- Julho de 2007 - Uma afiliada da Fox News em Los Angeles descreve o Anonymous como "hackers em esteróides" e "máquina de ódio na Internet".
- 15 de janeiro de 2008 - Gawker publica um vídeo de Tom Cruise que a Igreja de Scientology está tentando suprimir. A igreja emite uma reivindicação de violação de direitos autorais contra o YouTube. Em resposta, um pôster original no / b / chama o 4chan para "fazer algo grande" e derrubar o site oficial de Scientology. Usando uma ferramenta da Web chamada Gigaloader, / b / users conseguem derrubar Scientology.org, mantendo-o esporadicamente até 25 de janeiro de 2008.
- 21 de janeiro de 2008 - Um punhado de participantes do Chanology publica um vídeo no YouTube com uma voz robótica declarando guerra em Scientology. No dia seguinte, milhares de pessoas se juntam ao canal de IRC, onde os ataques de Chanology estão sendo discutidos.
- 24 de janeiro de 2008 - o Anonymous lança um ataque maior ao Scientology.org, deixando o site offline.

- 10 de fevereiro de 2008 - Os apoiadores anônimos vestem máscaras do filme V de vingança e realizam protestos fora dos centros de Scientology nas principais cidades do mundo, como Nova York, Londres e Dallas, Texas.
- Final de 2008 - Protestos e ataques cibernéticos contra a Igreja de Scientology terminam quando os apoiadores perdem o interesse pela causa.
- 25 de janeiro de 2010 - O apoiador anônimo e estudante de engenharia Brian Mettenbrink se declara culpado de baixar e usar a ferramenta da Web LOIC para atacar Scientology como parte do Project Chanology e é condenado a um ano de prisão. 
- 17 de setembro de 2010 - Os apoiadores do Anonymous lançam um ataque DDoS à empresa indiana de software Aiplex, depois de admitir o lançamento de seus próprios ataques DDoS no site BitTorrent The Pirate Bay. Anonymous lança vários outros ataques contra empresas de direitos autorais sob a bandeira Operação Payback. Os apoiadores colaboram em uma variedade de redes de IRC.
- Outubro de 2010 - O FBI começa a investigar os ataques anônimos às empresas de direitos autorais antes do que se tornará uma investigação internacional completa.
- 3 de novembro de 2010 - Os apoiadores anônimos com recursos de servidor configuram o AnonOps IRC, uma rede de bate-papo mais estável para hospedar discussões sobre a Operação Payback e outras operações anônimas.
- 28 de novembro de 2010 - Cinco jornais começam a publicar os cabos diplomáticos dos EUA que foram enviados a eles exclusivamente pela organização WikiLeaks. Nos próximos dias, um hacktivista conhecido como The Jester lança um ataque DDoS no WikiLeaks.org, deixando-o offline.
- 3 de dezembro de 2010 - O gigante dos pagamentos online PayPal anuncia em seu blog que está cortando os serviços de financiamento para o WikiLeaks, que depende de doações. Pouco tempo depois, alguns organizadores do canal #comand no IRC da AnonOps coordenam um ataque DDoS no blog do PayPal.
- 4 de dezembro de 2010 - Um anúncio publicado no Anonops.net afirma que o Anonymous planeja atacar “vários alvos relacionados à censura” e que a Operação Payback “saiu em apoio ao WikiLeaks”.
- 6 de dezembro de 2010 - Os organizadores do AnonOps lançam um DDoS ataque à postFinance.ch, uma empresa suíça de pagamento eletrônico que também bloqueou serviços de financiamento ao WikiLeaks. Aproximadamente 900 pessoas participam da sala de bate-papo #operationpayback no AnonOps e cerca de 500 participam do ataque usando o LOIC.
- 8 de dezembro de 2010 - O AnonOps lança um ataque DDoS no PayPal.com, usando 4.500 voluntários com LOIC, mas só obtendo sucesso quando uma pessoa que usa uma botnet deixa o site totalmente offline. Cerca de 7.800 pessoas já aderiram à sala de bate-papo #operationpayback. Mais tarde naquele dia, eles acessaram MasterCard.com e Visa.com, que também cancelaram os serviços de financiamento para o WikiLeaks, deixando os dois sites offline por cerca de doze horas. 
- 9 de dezembro de 2010 - Os controladores de botnet que já haviam ajudado a derrubar o PayPal.com, MasterCard.com e Visa.com ligam os operadores do AnonOps e começam a atacar a rede de IRC, atrapalhando um ataque planejado à Amazon naquele dia.
- 11 de dezembro de 2010 - A polícia holandesa prende Martijn "Awinee" Gonlag, de dezenove anos, por usar o LOIC para participar de um ataque DDoS anônimo, entre as primeiras dezenas de prisões na Europa e nos Estados Unidos no próximo ano. 
- 15 de dezembro de 2010 - Um membro da equipe de segurança cibernética do PayPal entrega um pen drive USB ao FBI que contém os endereços IP de 1.000 pessoas que usaram o LOIC para atacar o PayPal.
- Meados de dezembro de 2010 - os administradores da AnonOps lidam com a manutenção, pois sua rede é continuamente atacada, deixando-os incapazes de supervisionar a estratégia. Como resultado, a Operação Payback divide-se em várias operações paralelas, como a Operação Leakspin, a Operação OverLoad e um ataque no site oficial de Sarah Palin.
- Meados de dezembro de 2010 - alguns apoiadores tecnicamente qualificados do AnonOps criam um canal privado de IRC fora da rede chamado #InternetFeds, onde cerca de trinta hackers de chapéu preto - como Sabu, Tflow e Kayla, juntamente com outros Anons interessados que receberam convites ao canal - pode discutir operações futuras.
- No início de janeiro de 2011 - os hackers do #InternetFeds discutem ataques contra sites de regimes repressivos do Oriente Médio como a Tunísia, onde revoltas populares democráticas estão ocorrendo atualmente. O hacker Tflow escreve um script da Web que permite aos tunisianos contornar a espionagem do governo, enquanto Sabu hackeia e desfigura o site do primeiro-ministro da Tunísia com uma mensagem do Anonymous.
- De meados a final de janeiro de 2011 - os membros do #InternetFeds continuam a colaborar com hackers e desfigurar os sites de outros governos do Oriente Médio, incluindo Argélia e Egito.
- 27 de janeiro de 2011 - A polícia britânica prende cinco homens por causa dos ataques da Operação Payback ao PayPal, MasterCard e Visa, incluindo as operadoras da AnonOps apelidadas de Nerdo e Fennic.
- 4 de fevereiro de 2011 - Um pequeno grupo de hackers do #InternetFeds se reúne em outro canal privado de IRC para discutir um ataque à empresa de segurança de TI HBGary Federal, depois que seu CEO é citado no Financial Times naquele dia dizendo que estava investigando o Anonymous e descobriu as verdadeiras identidades de seus principais líderes.
- 6 de fevereiro de 2011 - Notícias revelam que o "Anonymous" roubou dezenas de milhares de e-mails corporativos de Aaron Barr, bem como os de dois executivos da empresa irmã HBGary Inc .; ele também assume seu feed do Twitter e DDoSes e desfigura seu site. No início e meados de fevereiro - o mesmo grupo da #InternetFeds publica os emails particulares de Aaron Barr em um visualizador de emails. Jornalistas e apoiadores descobrem que Barr estava propondo ataques cibernéticos controversos ao WikiLeaks e a opositores da Câmara de Comércio dos EUA. Barr renuncia.
- 24 de fevereiro de 2011 - o Anonymous realiza um hack e desfiguração ao vivo de um site pertencente à polêmica Igreja Batista de Westboro, enquanto o apoiador do Anonymous Topiary confronta um representante da Westboro em um programa de rádio. O vídeo resultante do YouTube recebe mais de um milhão de acessos.
- Entre meados e o final de fevereiro de 2011 - Jennifer Emick, ex-partidária da Chanology e ativista anti-anônima, decide investigar as verdadeiras identidades dos principais hackers e apoiadores anônimos e descobre detalhes sobre Sabu, também conhecido como Hector Monsegur.
- Em meados de março de 2011 - Emick e alguns colegas publicam uma lista de setenta nomes, incluindo Monsegur, sob o pretexto de uma empresa de segurança cibernética chamada Backtrace. Logo depois, Emick é contatado pelo FBI.
- 1º de abril de 2011 - Os apoiadores do Anonymous publicam um panfleto digital declarando guerra à Sony depois que a empresa processa um hacker chamado George "Geohotz" Hotz. Eles seguem isso com um ataque DDoS nos sites da Sony e na Sony PlayStation Network, perturbando muito os jogadores.
- 7 de abril de 2011 - Os organizadores com Anonymous cancelam os ataques DDoS à Sony, dizendo que não desejam interromper a PlayStation Network, mas a rede permanece off-line pelo resto do mês.
- Abril de 2011 - Topiary e Sabu discutem a separação do Anonymous e decidem reunir a equipe de atacantes por trás do ataque HBGary para colaborar em mais ataques. Os hackers Tflow e Kayla se juntam a Topiary e Sabu, junto com outro apoiador do Anonymous chamado AVunit e, mais tarde, um hacker irlandês apelidado de Pwnsauce. O grupo dos seis forma um grupo dissidente de hackers que não é limitado pelos princípios mais fracos do Anonymous - como não atacar empresas de mídia. Eles chamam o grupo LulzSec. Eles começam a vasculhar sites de alto perfil em busca de vulnerabilidades que “rooters” como Sabu e Kayla podem explorar para roubar e publicar dados.
- 2 de maio de 2011 - A Sony anuncia uma invasão à sua rede em meados de abril, que comprometeu os detalhes pessoais e financeiros de mais de 75 milhões de contas da PlayStation Network. Embora o Anonymous não tenha assumido responsabilidade, a Sony mais tarde afirma que os hackers deixaram um arquivo marcado com as palavras "Anonymous" e "We Are Legion".
- 9 de maio de 2011 - Um ex-operador do AnonOps fica desonesto, publicando uma lista de 653 nomes de usuário e Endereços IP que, se não estiverem protegidos com VPNs ou outros proxies, poderão identificar as pessoas por trás deles.
- 7 de maio de 2011 - A LulzSec anuncia no Twitter, através da nova conta @lulzsec, que hackeava o Fox.com e publicou um banco de dados confidencial de possíveis concorrentes no programa de talentos de TV The X Factor.
- 30 de maio de 2011 - O LulzSec invadiu a rede de computadores da PBS após o programa PBS NewsHour divulgar um documentário no WikiLeaks que o grupo afirma não gostar. O LulzSec publica uma lista de endereços de e-mail e senhas para funcionários da PBS, enquanto Topiary escreve um artigo de paródia sobre o rapper assassinado Tupac Shakur sendo encontrado vivo, publicando-o no site do PBS NewsHour.
escreve um artigo de notícias falsas sobre o rapper assassinado Tupac Shakur sendo encontrado vivo, publicando-o no site da PBS NewsHour. Os fundadores do grupo discutem a formação de uma rede de segundo nível de apoiadores confiáveis, muitos deles amigos hackers de Sabu.
- 2 de junho de 2011 - O LulzSec anuncia seu hack no SonyPictures.com e diz que o grupo comprometeu as informações pessoais de mais de um milhão de usuários do site.
- 3 de junho de 2011 - O LulzSec desfigura o site da Atlanta InfraGard, afiliada do FBI, e publica uma lista de e-mails e senhas para 180 usuários do site, alguns dos quais agentes do FBI.
- 6 de junho de 2011 - O LulzSec recebe uma doação de 400 Bitcoins, no valor de aproximadamente US $ 7.800 na época.
- 7 de junho de 2011 - Dois agentes do FBI visitam Hector "Sabu" Monsegur em sua casa em Nova York e ameaçam prendê-lo por dois anos por roubar informações de cartão de crédito, se ele não cooperar. Monsegur concorda em se tornar um informante enquanto continua liderando o LulzSec.
- 8 de junho de 2011 - Os hackers do LulzSec notam que Sabu está offline há 24 horas e temem que ele tenha sido "invadido" pelo FBI. Mais tarde naquela noite, hora do Reino Unido, Topiary entra em contato com Sabu, que afirma que sua avó morreu e que ele não estará ativo com o LulzSec nos próximos dias.
- 15 de junho de 2011 - A LulzSec assume a responsabilidade pelo lançamento de um ataque DDoS no site oficial da CIA. O ataque foi realizado pelo ex-operador da AnonOps, Ryan, que possui uma botnet e agora suporta o LulzSec.
- 16 de junho de 2011 - Um representante do WikiLeaks entra em contato com Topiary para dizer que os principais organizadores querem conversar com o LulzSec. Ele e Sabu finalmente mantêm uma discussão no IRC com um representante do WikiLeaks e alguém supostamente Julian Assange. O representante "verifica" a presença de Assange ao fazer o upload temporário de um vídeo do YouTube que mostra o bate-papo com IRC em tempo real na tela do computador e, em seguida, faz uma panorâmica para mostrar Assange em seu laptop. O grupo discute maneiras pelas quais eles podem colaborar.
- 19 de junho de 2011 - A LulzSec publica um comunicado de imprensa incentivando o renascimento do movimento Anti-Security (ou Antisec) e defendendo ataques cibernéticos nos sites dos governos e de suas agências.
- 20 de junho de 2011 - galvanizado pela resposta surpreendentemente grande ao anúncio da Antisec, Ryan usa sua botnet para DDoS em vários sites de alto perfil, incluindo a Serious Organized Crime Agency da Grã-Bretanha. Mais tarde, às 22:30 naquela noite no Reino Unido, ele é preso em sua casa.
- 23 de junho de 2011 - O LulzSec publica documentos confidenciais roubados da polícia do Arizona, incluindo os nomes e endereços dos policiais. Sentindo que deram um passo além, os membros do LulzSec, incluindo Topiary e Tflow, discutem o fim do grupo.
- 24 de junho de 2011 - Topiary e Tflow informam a AVunit e Sabu que desejam encerrar o LulzSec; uma discussão acalorada segue.
- 26 de junho de 2011 - A LulzSec anuncia que está se dissolvendo após "50 Dias de Lulz".
- 18 de julho de 2011 - O LulzSec volta para mais uma invasão, enviando um artigo de paródia sobre a morte do proprietário da News International Rupert Murdoch na página inicial de seu principal tabloide britânico, The Sun.
- 19 de julho de 2011 - A polícia britânica anuncia que prendeu um homem de dezesseis anos de idade, que eles alegam ser o hacker LulzSec Tflow.
- 27 de julho de 2011 - A polícia prende Jake Davis, morador de Shetland Islands, suspeito de ser o topiário da LulzSec.
- 2 de setembro de 2011 - A polícia britânica prende Ryan Ackroyd, 24 anos, que eles acreditam ser Kayla.
- 24 de dezembro de 2011 - O Anonymous anuncia que roubou milhares de e-mails e dados confidenciais da empresa de inteligência de segurança americana Stratfor sob a bandeira "Lulz Christmas". Sabu, que afirma estar quieto enquanto outros membros do LulzSec foram preso, mantém controle sobre a operação a partir de canais de bate-papo privados e envia informações sobre os organizadores do ataque ao FBI.
6 de março de 2012 - Há notícias de que Hector Monsegur atua como informante do FBI nos últimos oito meses, ajudando-os a denunciar Jeremy Hammond, de Chicago, e cinco pessoas envolvidas com o LulzSec.

## Autor
'Parmy Olson é Parmy Olson é chefe do departamento de Londres da Forbes Magazine.
Focada na cobertura de notícias sobre desenvolvimentos em IA, robótica, chatbots, assistentes digitais e tecnologia emergente na Europa. Passou quase uma década analisando os hackers que estavam trazendo a mais avançada tecnologia para nossas vidas, para melhor ou para pior. Escreveu várias matérias de capa para a revista Forbes, incluindo perfis dos fundadores do WhatsApp e Yahoo, e o apoio russo do Facebook, Yuri Milner. 